# Romeos
Romeos ist ein deutscher Spielfilm mit Transgender-Bezug von Sabine Bernardi aus dem Jahr 2011. Der Film lief im Rahmen der Internationalen Filmfestspiele Berlin 2011 in der Sektion Panorama.

## Handlung
Der 20-jährige Lukas, der als Miriam geboren wurde, ist mitten in seiner konträrgeschlechtlichen Hormontherapie zum Mann, als er seinen Zivildienst in Köln beginnt. Da er auf dem Papier noch als Frau gilt, wird er im Mädchenwohnheim untergebracht, wo auch seine beste Freundin Ine wohnt, die sich schon in der schwul-lesbischen Szene Kölns eingelebt hat.
Gleich am ersten Abend nimmt sie Lukas mit auf eine Party. Als er dort auf die Toilette geht und sein Penis-Imitat aus der Hose holt, greift jemand danach, der sich in der Badewanne hinter dem Duschvorhang aufhielt. Noch bevor dieser Lukas zu Gesicht bekommt, kann Lukas aus dem Bad entkommen. Das Penis-Imitat trägt zur allgemeinen Belustigung der Partygäste bei. Ine versucht dies zu beenden, doch Lukas fängt selbst an, sich über den Penis lustig zu machen, aus Angst, man könnte merken, dass es seiner ist, und daher von den anderen nicht akzeptiert zu werden. Daraufhin ist Ine sauer auf Lukas. Lukas geht raus an die frische Luft, wo er auf den schwulen Fabio, auf den Lukas zuvor schon ein Auge geworfen hatte, trifft.
Am darauffolgenden Abend gehen Lukas und Ine mit den Jungen aus dem Jungenwohnheim Billard spielen. Auch Fabio taucht in der Bar auf. Die beiden haben viel Blickkontakt während des Abends. Anschließend gehen die beiden in einen Schwulenclub, doch als Fabio Lukas körperlich näher kommt, ergreift Lukas die Flucht. Am nächsten Tag am See streiten sich Lukas und Ine, und Fabio schubst Lukas in den See. Im Wasser nähert sich Fabio erneut an, doch Lukas weist ihn zurück. Fabio fährt alle nach Hause. Lukas geht ins Wohnheim, wo ihm seine Familie einen Überraschungsbesuch zum Geburtstag abstattet. Fabio kommt ihm nach, da Lukas noch seine Jacke hat. Lukas’ Schwester hatte die Sachen von Fabio aus der Jacke versteckt und Lukas wollte sie wiederhaben. Das macht seine kleine Schwester wütend und sie schreit laut, dass Lukas eigentlich ein Mädchen sei, woraufhin Lukas nicht klar kommt, seine Schwester schlägt und sein Zimmer verwüstet. Abends tröstet Ine Lukas.
Am nächsten Abend besucht ihn seine Betreuerin. Da ein Umzug in das Jugendwohnheim vom Amtsleiter nicht genehmigt wird, veranlasst sie den Umzug ohne Genehmigung. Glücklich darüber, entscheidet sich Lukas doch, zu Ine und dem schwulen Freund Sven in die Bar nachzukommen. Fabio ist auch da und sagt Lukas, dass er nicht auf Transen stehe und Lukas auch niemandem erzählen solle, dass er eine ist, damit Fabio sich nicht blamiert. Ine hat Liebeskummer, da Lukas aber nur Augen für Fabio hat, geht sie enttäuscht nach Hause. Am nächsten Tag trifft Lukas zufällig auf Fabio, nachdem er sich in der Apotheke neues Testosteron geholt hat. Fabio möchte sehen, was es ist, Lukas rennt los und Fabio hinterher. Völlig außer Atem setzen sich die beiden hin und es kommt fast zu einem Kuss, doch Fabios Handy klingelt und er muss los zu seinem nächsten Date. Danach begegnet Lukas Sven, der von seinem Freund betrogen wurde. Die beiden betrinken sich in einer Bar und landen bei Lukas im Bett, doch Lukas sagt ihm, dass er keinen Sex möchte. Sven will dies erst nicht akzeptieren und versucht es weiter, woraufhin Lukas ihn rausschmeißt. Die folgenden Tage kommen sich Lukas und Fabio wieder näher. Aus Angst vor seinen konservativen Eltern fängt Fabio was mit einem Mädchen an. Beim gemeinsamen Billard-Abend in der Bar mit Lukas und Ine verführt Ine Fabios Freundin und Lukas erlebt sein erstes Mal mit Fabio.
In die Handlung integrierte Recherchen von Lukas am Computer sowie Chats mit anderen, bzw. Vlogs für andere transidenten Menschen erhellen, welchen körperlichen und psychischen Prozessen Lukas ausgesetzt ist.

## Hintergrund
Die Dreharbeiten fanden 2010 an verschiedenen Originalschauplätzen in Köln statt. Der Film wurde gefördert von der ZDF-Redaktion Das kleine Fernsehspiel und dem Nachwuchsfördertopf der Filmstiftung NRW.
Kurz vor dem Filmstart kam es zum Eklat mit der Prüfstelle FSK. Sie wollte den Film erst ab 16 Jahren freigeben, weil er bei Jugendlichen angeblich zu einer „Desorientierung in der sexuellen Selbstfindung“ führen könne. Am Ende musste sich die FSK wegen Diskriminierung entschuldigen und senkte die Altersfreigabe auf zwölf.

## Auszeichnungen
- Der Film erhielt von der Deutschen Film- und Medienbewertung (FBW) das Filmprädikat wertvoll.[4]
- Für das Drehbuch erhielt Sabine Bernardi 2007 den Drehbuchpreis KölnFilm.

## Kritiken
„Ein Debütfilm, dem man die sorgfältige Recherche zum Thema Transsexualität anmerkt, ohne dass er aufdringlich pädagogisch wirken würde. Die komödiantische Liebesgeschichte bringt den ungewöhnlichen „Coming-of-Age“-Stoff zwar formal konventionell, aber amüsant und unterhaltsam nahe.“

„Die energiegeladene Atmosphäre wird von einer großartigen Kamera eingefangen und das gesamte Darstellerensemble ist exzellent. Ein berührender Film, der anderen Mut macht und ein großartiges Plädoyer für mehr Toleranz.“